# Rezerwat przyrody Przyłęk
Rezerwat przyrody Przyłęk – leśny rezerwat przyrody w gminie Nysa, w powiecie nyskim, w województwie opolskim.
Zajmuje powierzchnię 0,94 ha (akt powołujący podawał 0,80 ha). Został powołany Zarządzeniem Ministra Leśnictwa z 17 września 1952 roku (M.P. z 1952 r. nr 85, poz. 1348). Według aktu powołującego, rezerwat utworzono w celu zachowania ze względów naukowych i dydaktycznych fragmentu liściastego lasu mieszanego o cechach zespołu naturalnego.
Teren rezerwatu porasta las świeży, zaliczany do zespołu grądu typowego Galio sylvatici-Carpinetum. W skład drzewostanu wchodzą: lipa drobnolistna, dąb szypułkowy, grab pospolity, klon jawor, klon zwyczajny, świerk pospolity, sporadycznie występuje jesion wyniosły. W bogatym podszycie rośnie głównie bez czarny.
Na terenie rezerwatu stwierdzono występowanie 125 gatunków roślin naczyniowych, cztery z nich według stanu na rok 2012 podlegały ochronie: przylaszczka pospolita, bluszcz pospolity, kalina koralowa, konwalia majowa.
Rezerwat znajduje się na gruntach w zarządzie Nadleśnictwa Prudnik. Nadzór sprawuje Regionalny Dyrektor Ochrony Środowiska w Opolu. Na mocy obowiązującego planu ochrony ustanowionego w 2018 roku, obszar rezerwatu objęty jest ochroną ścisłą.
Rezerwat leży w granicach obszaru siedliskowego sieci Natura 2000 „Przyłęk nad Białą Głuchołaską” PLH160016.